# Ferdinand II van León
Ferdinand II van León (?, 1137 - Benavente, 22 januari 1188) was koning van León van 1157 tot 1188.

## Algemeen
Ferdinand was een zoon van Alfons VII van Castilië en van Berengaria van Barcelona. Ferdinand volgde zijn vader in 1157 op in León, terwijl zijn broer Sancho koning werd in Castilië. Ferdinand ontpopte zich als een voorzichtig en waardig koning. Hij was ook regent van Castilië, tijdens de minderjarigheid van zijn neef Alfons VIII. Tijdens zijn bewind dienden de Moren verschillende nederlagen op te tekenen.

## Levensloop
Ferdinand´s opvoeding werd toevertrouwd aan de Galicische edelman Fernando Pérez de Traba. In 1155 vond een concilie plaats waarbij de verdeling van de bezittingen van zijn vader werd bepaald. Daarbij kreeg de toekomstige koning León en Galicië waarbij Tierra de Campos, Sahagún en Asturias de Santillana van deze erfenis werden uitgezonderd.
In 1165 trouwde Ferdinand met de dochter van Alfons I van Portugal, Urraca. Hij beoogde hiermee zijn invloed over het nieuwe koninkrijk Portugal (dat bestond vanaf 1139) te vergroten. In hetzelfde jaar sloot hij vrede met de Portugezen in Pontevedra via het Verdrag van Lerez. Daarna viel hij samen met de Portugezen de Moren aan. Tijdens de belegering van Badajoz besloot Ferdinand echter dat Portugal te veel terrein veroverde en een bedreiging voor zijn koninkrijk begon te vormen. Hij viel de Portugezen aan en nam zijn schoonvader gevangen. Die werd weer vrijgelaten nadat hij aan Ferdinand een deel van de veroverde gebieden had teruggegeven.
Vervolgens sloot Ferdinand een verdrag met de Almohaden om zijn bezittingen tegenover de Portugezen te kunnen verdedigen.
Toen Castilië echter in 1173 vrede sloot met de Almohaden, werd het koninkrijk van León opnieuw bedreigd door de Moren en door de Portugezen. De sultan van de Almohaden brak het vredesverdrag van 1169 en zijn troepen rukten op tot aan Ciudad Rodrigo. Vanaf 1176 voerden Alfons VIII van Castilië en Ferdinand II verschillende oorlogen tegen de Almohaden en tegen de Portugezen.
In 1180 sloten de koninkrijken van Castilië en León ten slotte een vredesverdrag in Tordesillas.
Ferdinand II stierf in 1188 in Benavente, na een pelgrimstocht naar Santiago de Compostela te hebben gemaakt. Hij werd na zijn dood bijgezet in de kathedraal van Santiago, waar nog steeds het in de romaanse stijl gemaakte sepulcrum te vinden is.
Vanwege de politiek van oorlog voeren en de slechte administratie van Ferdinand II erft de opvolger van Ferdinand, koning Alfonso IX, een verarmd koninkrijk van León.

## Huwelijken
Ferdinand huwde drie maal:
- Rond 1165 met Urraca (1151-1188), dochter van koning Alfons I van Portugal,
- In 1178 met Teresa Fernández de Traba (-1180), onechte dochter van graaf Fernando Pérez de Traba en Teresa van León.
- In 1185 met Urraca López de Haro, dochter van Lope Díaz, Heer van Vizcaya, Nájera en Haro

## Nageslacht
Met Urraca van Portugal:
- Alfons, later koning Alfons IX van León (1171-1230)

Met Teresa Fernández de Traba
- Fernando (1179-1187)
- Sancho (1180)

Met Urraca López de Haro:
- García Fernández (1181 - 1184)
- Sancho (1186 - 1220)|